# Yana Martinova
Yana Martinova (Kazán, Rusia, 3 de febrero de 1988) es una nadadora rusa especializada en pruebas de cuatro estilos, donde consiguió ser subcampeona mundial en 2007 en los 400 metros.

## Carrera deportiva
En el Campeonato Mundial de Natación de 2007 celebrado en Melbourne ganó la medalla de plata en los 400 metros estilos, con un tiempo de 4:40.14 segundos, tras la estadounidense Katie Hoff  que batió el récord del mundo con 4:32.89 segundos, y por delante de la australiana Stephanie Rice.